# Tonight I’m Yours
Tonight I’m Yours – jedenasty studyjny album angielskiego piosenkarza rockowego Roda Stewarta. Wydany został w 1981 roku przez wytwórnię Warner Bros. Records. Album zawiera elementy rocka, popu i nowej fali. Popularność wydawnictwo zdobyło dzięki dwóm piosenkom, tytułowej „Tonight I’m Yours (Don’t Hurt Me)” i „Young Turks”, które wydano także na singlach.

## Lista utworów
1. „Tonight I'm Yours (Don't Hurt Me)” (Stewart, Jim Cregan, Kevin Savigar)
2. „How Long?” (Paul Carrack)
3. „Tora, Tora, Tora (Out With The Boys)” (Stewart)
4. „Tear It Up” (Dorsey Burnette, Johnny Burnette)
5. „Only a Boy” (Stewart, Jim Cregan, Kevin Savigar)
6. „Just Like a Woman” (Bob Dylan)
7. „Jealous” (Stewart, Carmine Appice, Jay Davis, Danny Johnson)
8. „Sonny” (Stewart, Cregan, Savigar, Bernie Taupin)
9. „Young Turks” (Stewart, Appice, Duane Hitchings, Savigar)
10. „Never Give Up on a Dream” (Stewart, Cregan, Taupin)